# Windpark

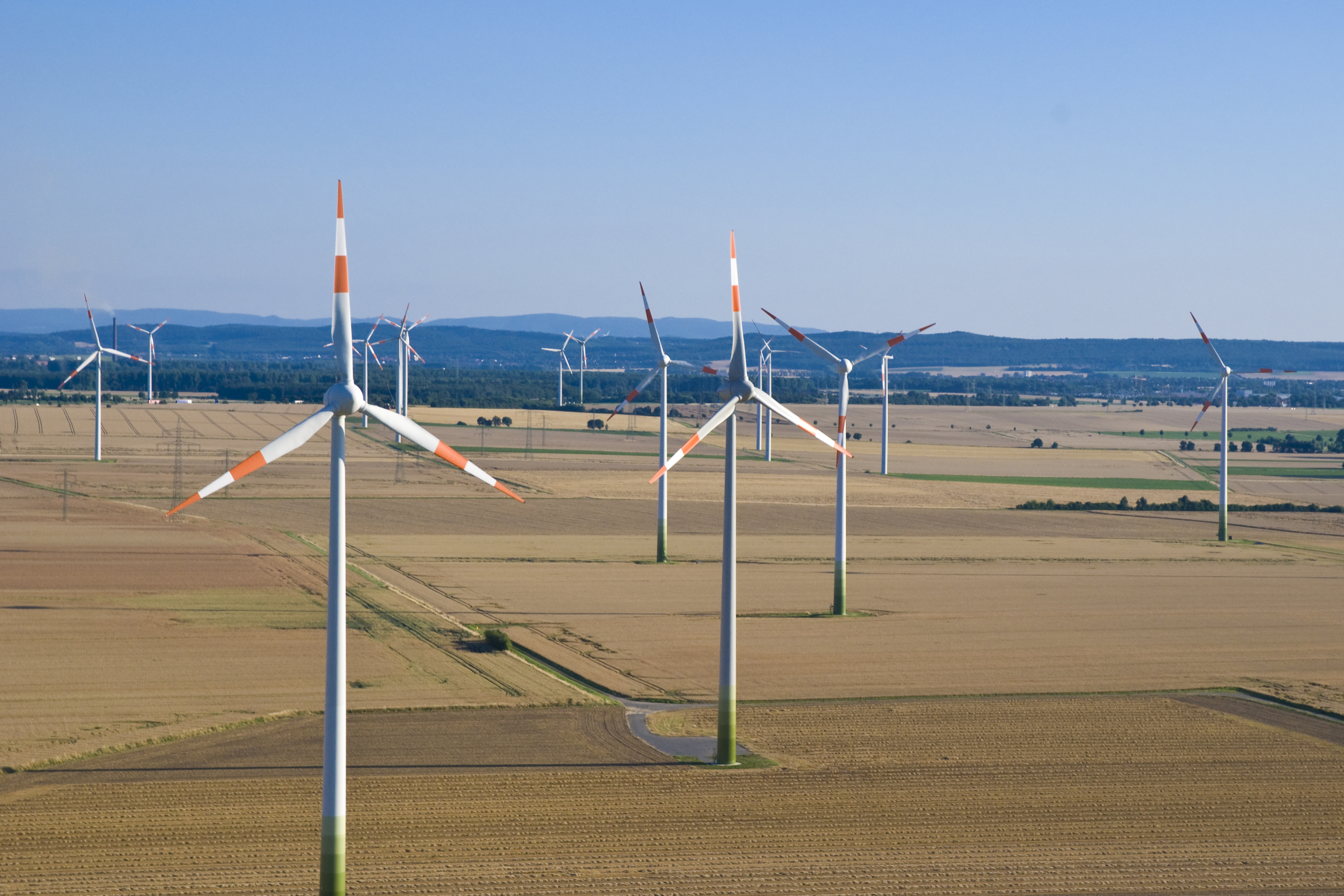
Windpark in Niedersachsen

Ein Windpark (auch Windfarm genannt) ist eine räumliche Ansammlung von Windenergieanlagen (WEA). Diese können organisatorisch (durch einen Investor oder Betreiber) und technisch (durch gemeinsame Einspeisung des elektrischen Stroms) eine Einheit bilden. Windparks lassen sich in folgende Arten einteilen:
- „Gewachsene“ Windparks sind durch die räumliche Nähe nacheinander errichteter Anlagen entstanden.
- Geplante Windparks sind Ansammlungen von Anlagen eines Planers, Herstellers oder Betreibers, die im Zuge eines Bauvorhabens errichtet oder geplant wurden. Dies schließt spätere Erweiterungen ein.
- Es sind auch behördlich ausgewiesene Flächen für Windenergieanlagen. Ziel ist es dabei, diese in bestimmten Regionen zu konzentrieren, um das restliche Landschaftsbild zu entlasten.

Windparks können im Binnenland (onshore), an der Küste (nearshore) oder in erheblichem Abstand von der Küste auf See (offshore) gebaut werden. Sie können nur drei, aber auch weit über 100 Windenergieanlagen umfassen und wenige MW bis viele 100 MW Einspeiseleistung erbringen. Bei manchen Windparks wird nur ein einziger Anlagentyp verwendet; es gibt auch Windparks, bei denen mehrere Anlagentypen zum Einsatz kommen, mitunter von verschiedenen Herstellern. Durch Verwendung von Windkraftanlagen mit unterschiedlichen Nabenhöhen kann bei gleicher räumlicher Ausdehnung des Windparks der gegenseitige Abstand der Windkraftanlagen vergrößert werden, was die gegenseitige Beeinflussung reduziert.
Zu Windparks gehören häufig Windmessmasten, die entweder temporär im Vorfeld der Errichtung zur Prognostizierung des Ertrages dienen oder die permanent zu Zwecken der meteorologischen Forschung errichtet werden. In der Regel wird der Ertrag über ein Windgutachten aufgrund von Langzeitdaten über mehrere Jahre oder Jahrzehnte vorhergesagt.

## Onshore – Windparks an Land

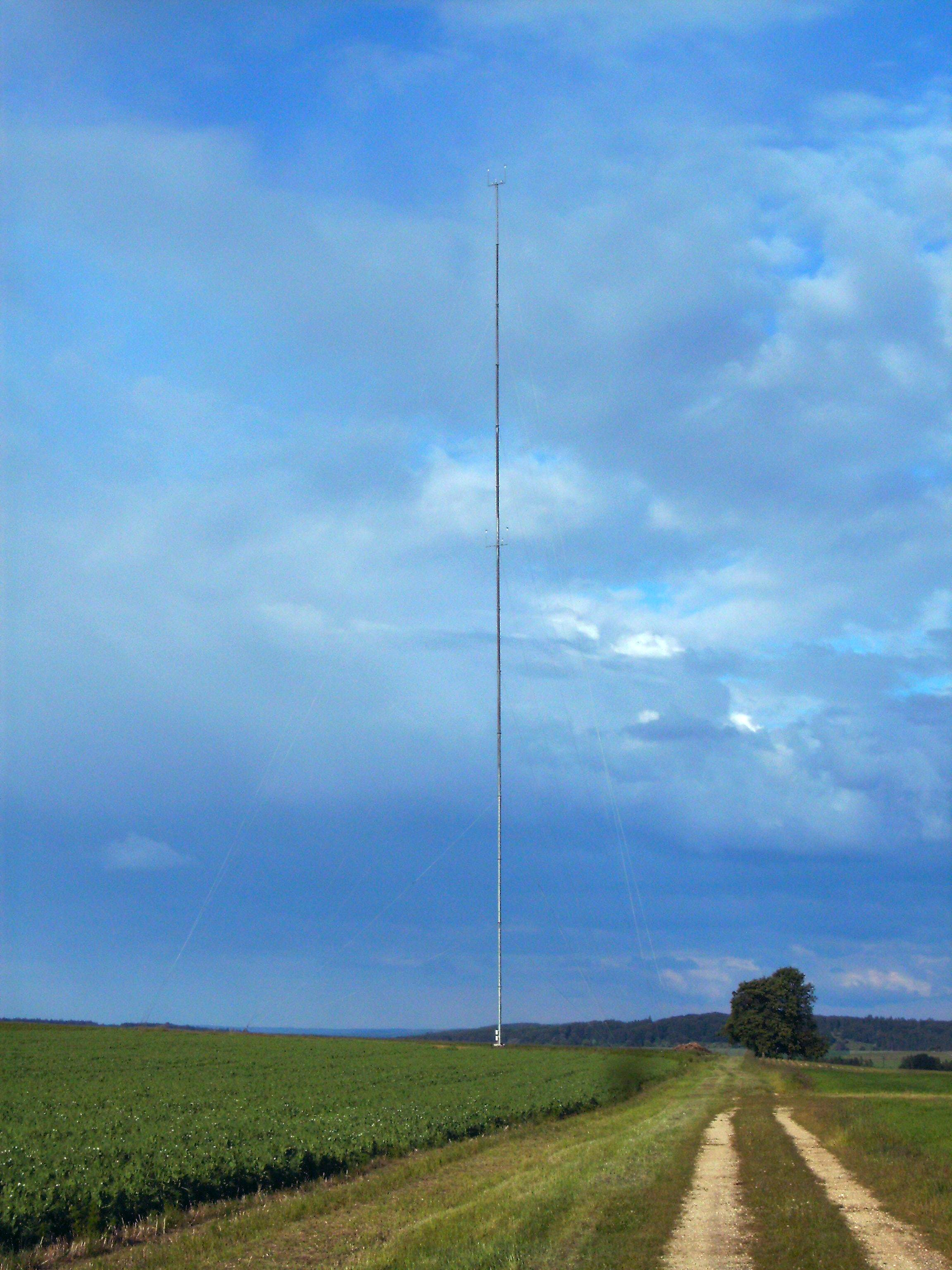
Windmessmast beim Windpark Gussenstadt

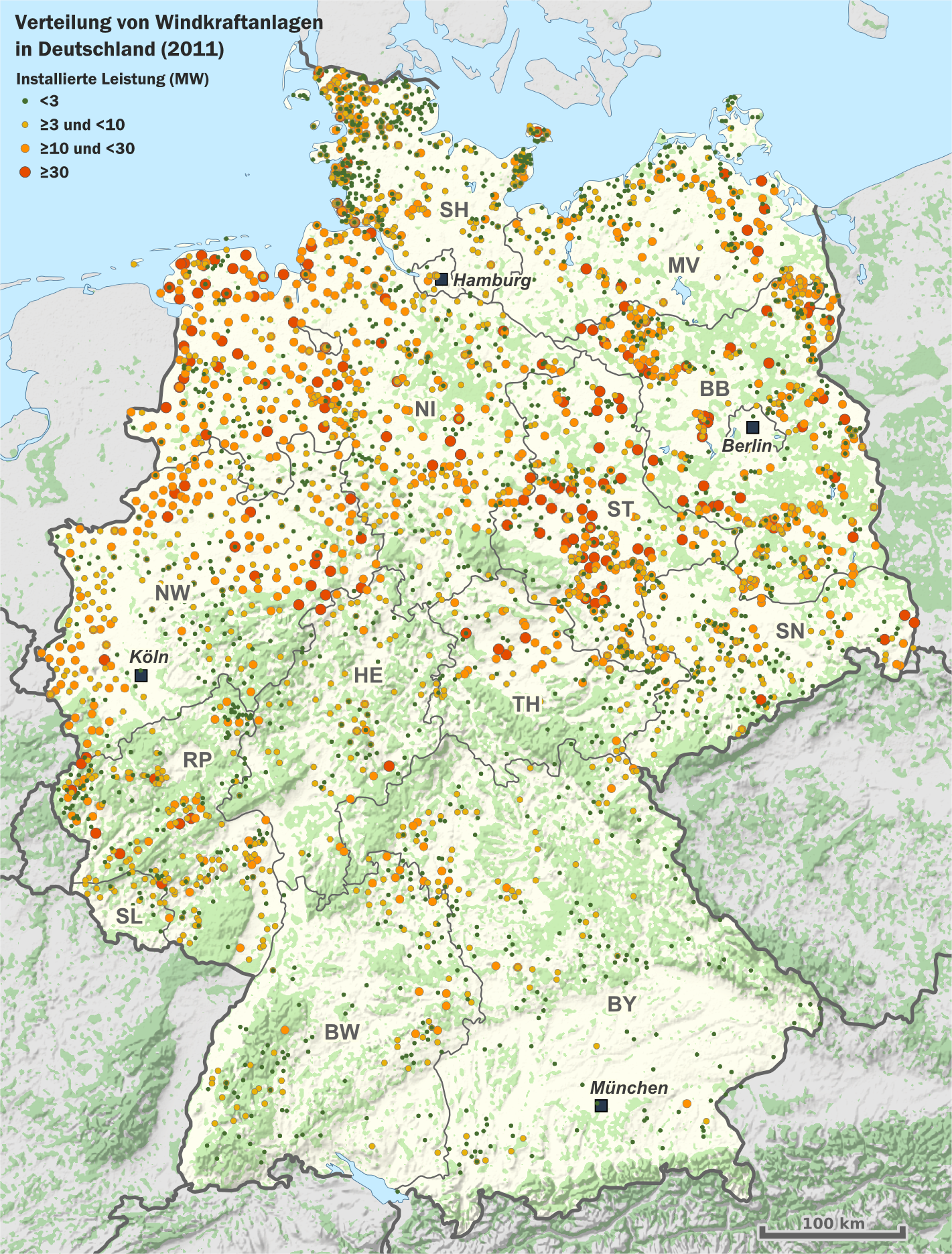
Windenergieanlagen in Deutschland 2011

### Genehmigungsverfahren in Deutschland
Das Bundesverwaltungsgericht hat im Jahre 2004 erkannt, von einer Windfarm im Sinne der damaligen Fassung der Vierten Verordnung zur Durchführung des Bundes-Immissionsschutzgesetzes (Verordnung über genehmigungsbedürftige Anlagen) sei „erst dann auszugehen, wenn drei oder mehr Windkraftanlagen einander räumlich so zugeordnet werden, dass sich ihre Einwirkungsbereiche überschneiden oder wenigstens berühren“. Eine somit unabhängig von der Anzahl ihrer Betreiber (oder ihrer daher zur Unterschreitung des Schwellenwertes eingesetzter Strohleute) definierte Ansammlung von Windkraftanlagen bedurfte ab dem dritten „Rad“ ihrer Genehmigung in aufwendigeren Verfahren nach dem Bundes-Immissionsschutzgesetz (BImSchG), während ansonsten die Baugenehmigung genügte. Auch weil diese Abgrenzung zwischen Einzelanlagen, gemeinsamen Anlagen und einer Windfarm unpraktisch erschien, verlangt der Verordnungsgeber seit 2005 für jede Windenergieanlage ab der ersten Windkraftanlage über 50 m Höhe die immissionsschutzrechtliche Genehmigung. Der Begriff Windfarm findet sich noch in den dabei zu prüfenden Bestimmungen zur Umweltverträglichkeitsprüfung; der Begriff Windpark spielte schon vorher keine Rolle. Seit 3. Mai 2013 ist die Anzahl räumlich zusammenfassbarer Windkraftanlagen wieder bedeutsam, da für solche Windenergieanlagen aus weniger als 20 Windkraftanlagen das Vereinfachte Verfahren gilt.

### Finanzierung
Windparks wurden zunächst entweder durch einzelne Großinvestoren finanziert oder über eine Projektfinanzierung, etwa in Form der Gründung eines geschlossenen Fonds. Bei einem geschlossenen Fonds bringen mehrere Anleger das Eigenkapital auf, das durch ein Bankdarlehen ergänzt wird. Seit 2005 sind auch andere Formen wie etwa das Leasing oder die Ausgabe von Genussscheinen möglich. Daneben haben sich zunehmend Bürgerwindparks etabliert, etwa in der Rechtsform einer Genossenschaft, als alternative Finanzierungsmöglichkeit. Hier haben die unmittelbar Beteiligten einen gesicherten Anteil am Gewinn und ein geringeres wirtschaftliches Risiko. Für die Finanzierung von großen Offshore-Windparks mit einem Investitionsvolumen bis über einer Milliarde Euro kommen meist nur große Banken, internationale Konzerne oder Konsortien solcher Konzerne in Frage.

### Planung
Aus Sicht der Investoren ist es ein Vorteil, dass die Planung aus einer Hand erfolgen kann: Es muss nicht für jede Anlage ein eigenes Genehmigungsverfahren durchgeführt werden. Andererseits ist für die Planung von Windparks ein aufwendigeres Verfahren erforderlich.
Um die gegenseitige Beeinflussung zu minimieren, müssen die Rotoren mit einem bestimmten Mindestabstand zueinander angeordnet werden, der hauptsächlich von der Anlagengröße und der vorherrschenden Windrichtung abhängig ist. Als Faustformel für Windparks an der Küste galt bisher in Hauptwindrichtung der fünffache, in Nebenwindrichtung der dreifache Rotordurchmesser als Mindestabstand.
Allerdings ist in großen Windparks das Turbulenzverhalten der Rotoren von der Position der einzelnen Anlagen abhängig. Nach neueren Studien wird erst bei einem Abstand des ca. 15-fachem Rotordurchmessers der optimale Wirkungsgrad erreicht. Forscher der Johns Hopkins University kamen mithilfe von Simulationen zum Ergebnis, dass schachbrettartig platzierte Windräder in großen Windparks kein vorteilhafter Aufbau sind. Sie in Blöcken versetzt anzuordnen reduziere die Minderung der Windausbeute durch Verwirbelungen zwischen den Windrädern.
2020 kam eine Arbeitsgruppe des DLR mittels Computersimulation zum Ergebnis, dass in Windparks auf der Nordhalbkugel die mindestens in zweiter Reihe stehenden Windräder bis zu 23 Prozent mehr Energie gewinnen könnten, wenn sie links- statt rechtsdrehend ausgeführt wären, während auf der Südhalbkugel rechtsdrehende Windräder die optimale Drehrichtung hätten. Dieser auf die Corioliskraft zurückzuführende Effekt ergebe sich vor allem nachts.

### Errichtung

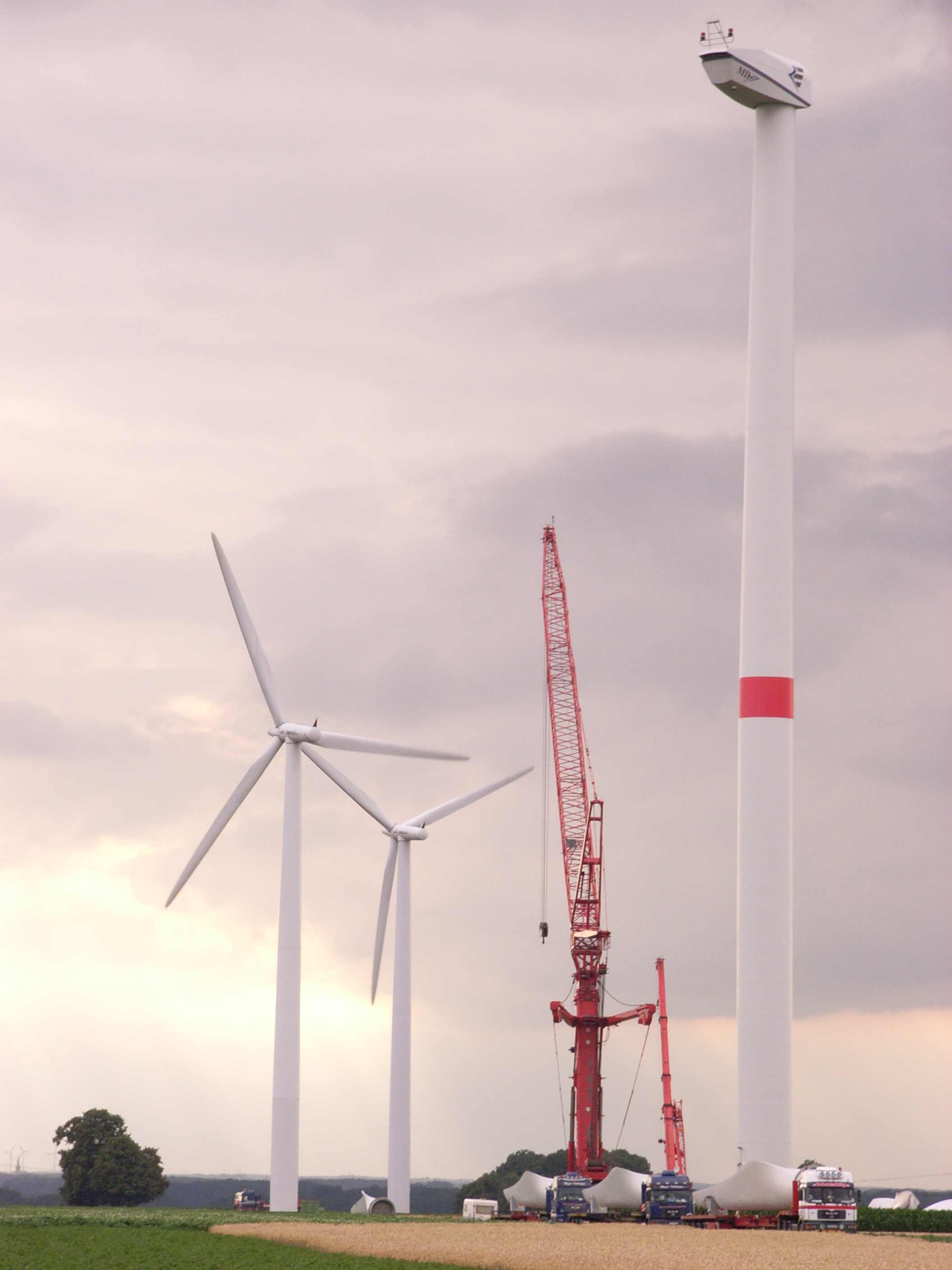
Errichtung von Windkraftanlagen in der Erkelenzer Börde

Bei der Errichtung von geplanten Windparks in einem Zuge hat der Investor den Vorteil, dass die gesamte Infrastruktur konzentriert werden kann. Anlagen, Kräne und Zuwegung können gleich für mehrere Anlagen genutzt werden. So müssen etwa die großen Raupenkräne nicht abgerüstet werden, um von einer Windenergieanlage zur nächsten zu fahren. Kommt es bei der Errichtung einer Anlage zu Verzögerungen, so kann in dieser Zeit an einer anderen Anlage gearbeitet werden.
In Windparks müssen die Anlagen mit einer Hinderniskennzeichnung versehen sein. Dazu zählen die farbige Kennzeichnung der Rotorblatt-Spitzen und die Befeuerung bei schlechter Sicht. Innerhalb eines Windparks wird bei neuen Parks das Blitzen bzw. Blinken der Lampen über das DCF77-Zeitsignal synchronisiert. Teilweise wird dies auch bei älteren Parks nachgerüstet.

### Betrieb
Für den Stromnetzbetreiber (Energieversorger) erscheinen alle Windenergieanlagen eines Windparks wie ein einziges Kraftwerk; somit vereinfacht und verbilligt sich beispielsweise die Einspeisungsabrechnung für den Betreiber des Windparks. Die Regelung eines Windparks erfolgt zentral für den gesamten Windpark. Jede Anlage verfügt zudem auch über eine eigene Steuerung. Da sich ein gewachsener Windpark manchmal aus unterschiedlichen Typen von Windenergieanlagen zusammensetzt, die unterschiedliche Anforderungen an die Windgeschwindigkeit stellen, kann es durch die Windverhältnisse dazu kommen, dass einzelne Windkraftanlagen abgeschaltet werden.
Auch die Anlagen-Wartung kann konzentriert an mehreren Anlagen durchgeführt werden. Große Fahrtstrecken und -zeiten für die Techniker entfallen. Die Erfahrung zeigt, dass die längere Verweildauer von Wartungstechnikern auch die Wahrscheinlichkeit steigert, dass ein Techniker bei einer Anlagenstörung vor Ort (im Windpark) ist. Die Reaktionszeiten werden so verkürzt.

### Ertragsverluste durch Abschattung (WAKE-Verluste)
Windkraftanlagen können sich gegenseitig negativ beeinflussen, indem sie sich bei bestimmten Windrichtungen gegenseitig aerodynamisch „abschatten“ (Windschatten, WAKE oder Nachlauf). Wie hoch diese Verluste sind, ist umstritten. Durch moderne Wind-LiDAR Messtechnik lässt sich ein detaillierteres Bild von Nachlaufeffekten bekommen. Es wird versucht, diese Verluste durch eine Abschattungsanalyse möglichst gering zu halten. Bei schwimmenden Windkraftanlagen gibt es Pläne, diese Verluste mittels Mehrfachanlagen oder Ortsverlagerung zu vermeiden oder zu minimieren.

### Einspeiseprobleme
Da das bestehende Stromnetz bisher nur teilweise auf den starken Ausbau der Windparks eingestellt ist, kann es vor allem in Nord- und Ostdeutschland während Zeiten hoher Windstromerzeugung zu lokalen Energieüberschüssen kommen, was zu einer Begrenzung der eingespeisten Energie durch den Netzbetreiber führen kann. Dadurch gingen 2011 etwa 407 Gigawattstunden (GWh) Windstrom verloren, knapp 1 % des tatsächlich eingespeisten Stroms aus Windenergie von ca. 48.900 GWh. Weil die Betreiber bisher für solche Produktionsdrosselungen entschädigt werden müssen, entstehen nach Schätzungen der Branche Kosten von 18 bis 35 Millionen Euro.
Neuerdings werden die Temperaturen und Windgeschwindigkeiten bei den Freileitungen gemessen, da beide Faktoren die Kapazität einer bestehenden Freileitung beeinflussen (niedrigere Temperaturen und höhere Windgeschwindigkeiten wirken sich positiv aus). In der Dena-Netzstudie wurden darüber hinaus die notwendigen Anpassungen betrachtet, die mit den im Meer geplanten Windparks verbunden sind. Aus Sicht eines Stromnetzbetreibers müssen hier virtuelle Großkraftwerke in großer Entfernung zum Verbraucher an das Stromnetz angeschlossen werden, was zu erheblichen Investitionen führt.

### Versuchswindparks
Es gibt auch Windparks, bei denen die Erprobung und Vermessung von Windenergieanlagen im Vordergrund steht. In derartigen Windparks existiert im Regelfall von jedem Anlagentyp nur ein einziges Exemplar, das der Herstellerfirma gehört. Zur Messung der Windgeschwindigkeit befindet sich in derartigen Windparks auch mindestens ein Windmessturm. Ein solcher Versuchswindpark ist das Windkraftanlagentestfeld Østerild.

### Listen von Windparks

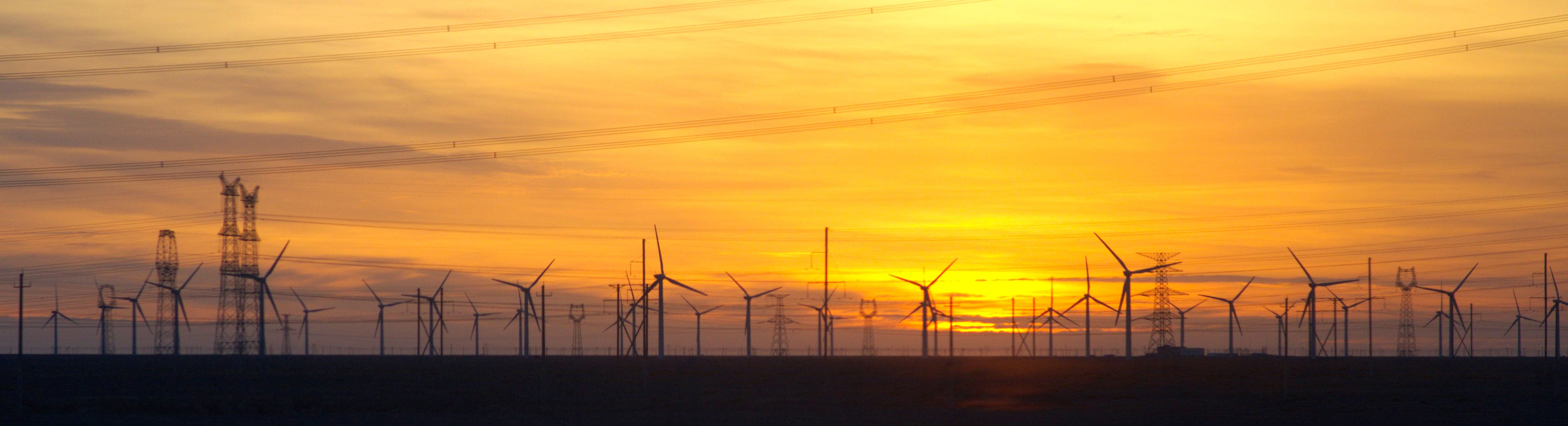
Mit Abstand größter Windpark der Welt: Windpark Gansu mit 20 GW installierter Leistung in der Endausbaustufe

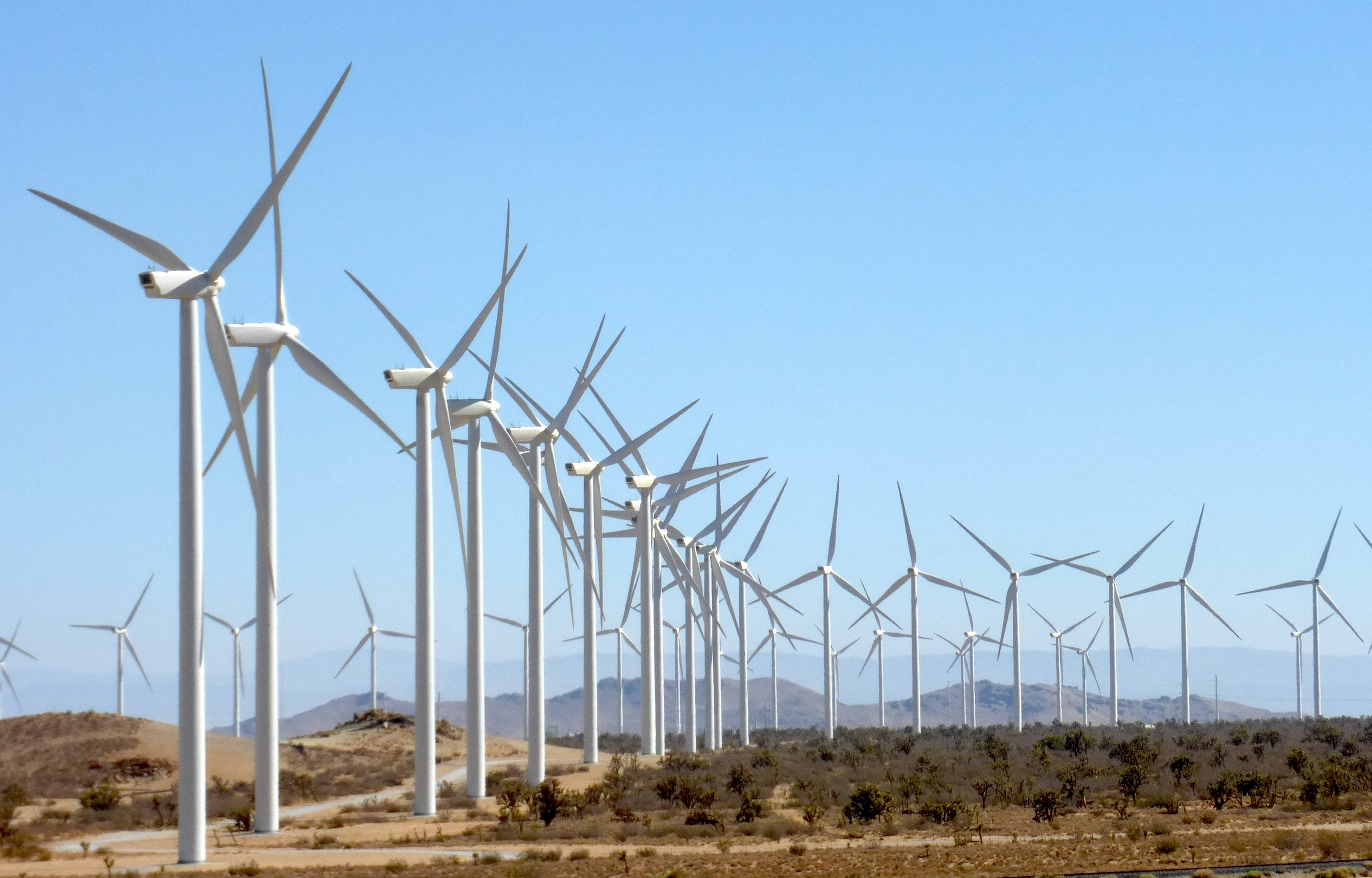
Kalifornisches Alta Wind Energy Center von der Oak Creek Road aus

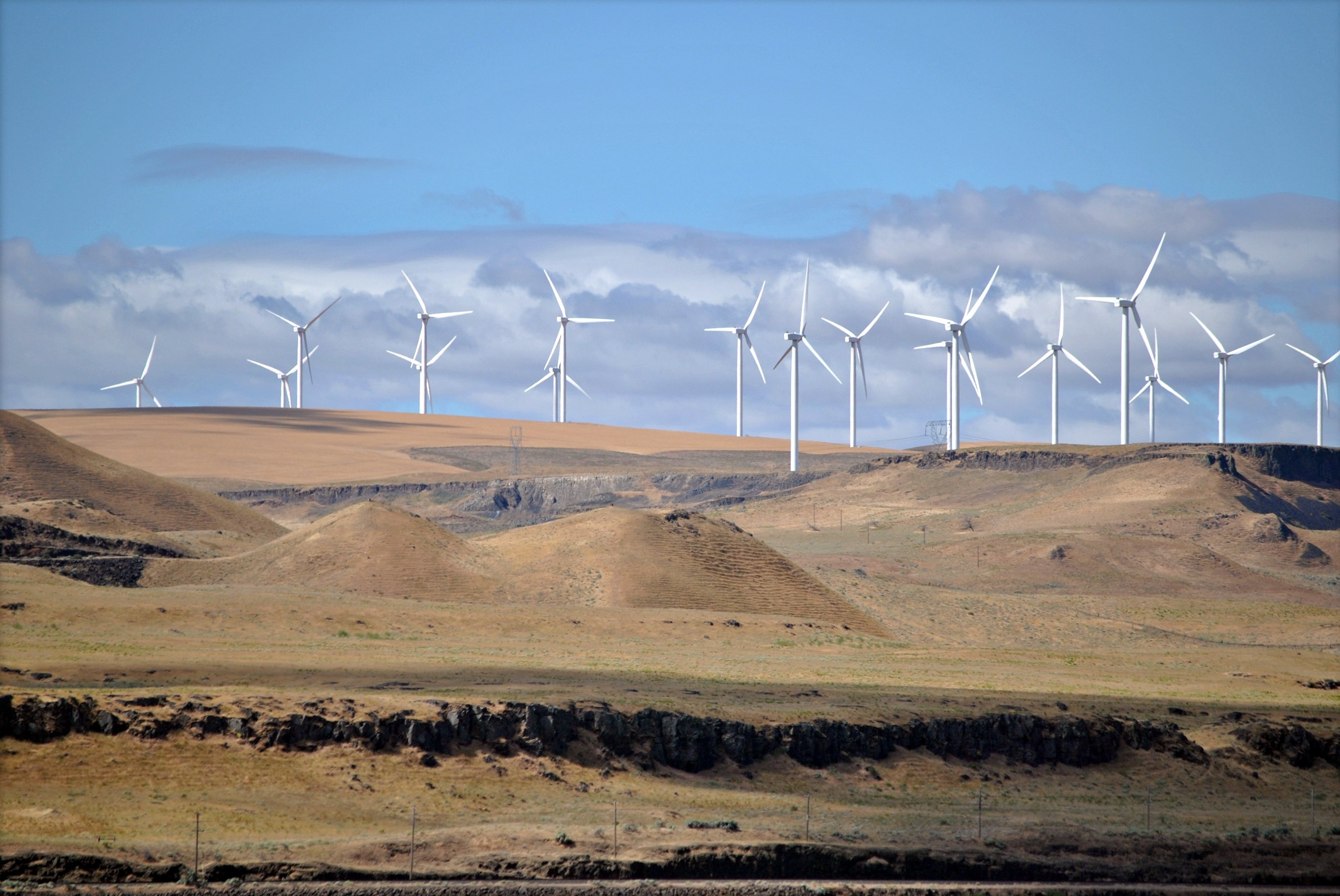
Shepherds Flat Wind Farm in Oregon

Windpark Fântânele-Cogealac in Rumänien

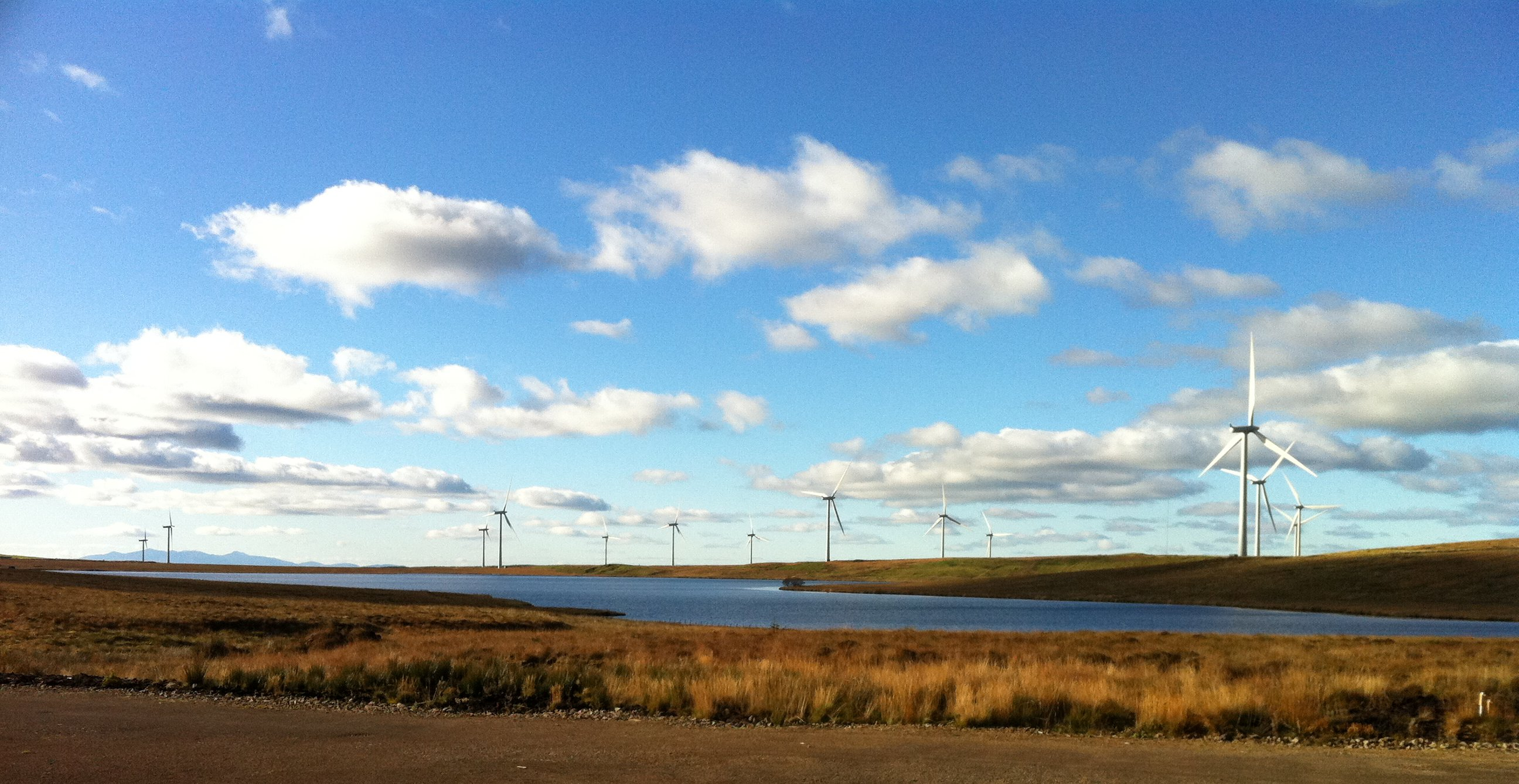
Schottischer Windpark Whitelee Wind Farm südlich von Glasgow

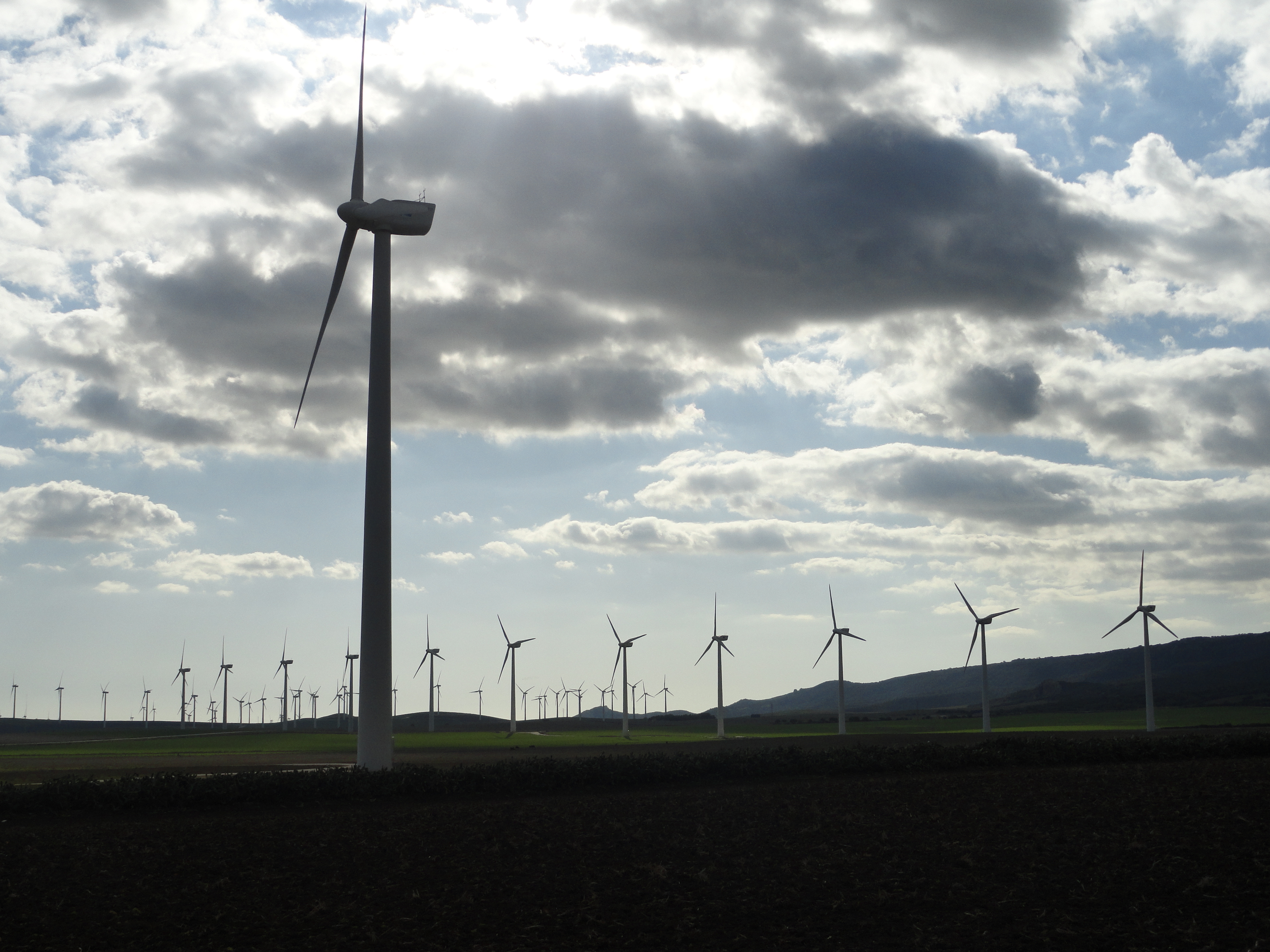
Windpark im spanischen Andalusien

| Rang | Windpark                         | Nennleistung (MW)    | Land                   | Anmerkungen                        |
| ---- | -------------------------------- | -------------------- | ---------------------- | ---------------------------------- |
| 01   | Windpark Gansu                   | 7.965                | Volksrepublik China    | [ 16 ] [ 17 ] [ 18 ] [ 19 ] [ 20 ] |
| 02   | Zhang Jiakou                     | 3.000                | Volksrepublik China    | [ 17 ]                             |
| 03   | Urat Zhongqi, Bayan Nur          | 2.100                | Volksrepublik China    | [ 17 ]                             |
| 04   | Hami Wind Farm                   | 2.000                | Volksrepublik China    | [ 17 ]                             |
| 05   | Damao Qi, Baotou City            | 1.600                | Volksrepublik China    | [ 17 ]                             |
| 06   | Alta Wind Energy Center          | 1.547                | Vereinigte Staaten     | [ 21 ]                             |
| 07   | Offshore-Windpark Walney         | etwa 1.100           | Vereinigtes Königreich |                                    |
| 08   | Windpark Jaisalmer               | 1.064                | Indien                 | [ 22 ]                             |
| 09   | Fosen Vind                       | 1.057 (277 Turbinen) | Norwegen               | [ 23 ] [ 24 ] [ 25 ]               |
| 10   | Western Spirit, New Mexico       | 1.050                | Vereinigte Staaten     | [ 26 ]                             |
| 11   | Hongshagang, Town, Minqin County | 1.000                | Volksrepublik China    | [ 17 ]                             |
| 12   | Kailu, Tongliao                  | 1.000                | Volksrepublik China    | [ 17 ]                             |
| 13   | Chengde                          | 1.000                | Volksrepublik China    | [ 17 ]                             |
| 14   | Shepherds Flat Wind Farm         | 845                  | Vereinigte Staaten     |                                    |
| 15   | Roscoe                           | 782                  | Vereinigte Staaten     | [ 27 ]                             |
| 16   | Horse Hollow                     | 736                  | Vereinigte Staaten     | [ 28 ] [ 29 ]                      |
| 17   | Tehachapi Pass CA                | 690                  | Vereinigte Staaten     | [ 28 ]                             |
| 18   | Capricorn Ridge                  | 663                  | Vereinigte Staaten     | [ 28 ]                             |
| 19   | Offshore-Windpark London Array   | 630                  | Vereinigtes Königreich |                                    |
| 20   | San Gorgonio Pass CA             | 619                  | Vereinigte Staaten     | [ 28 ]                             |
| 21   | Altamont Pass CA                 | 606                  | Vereinigte Staaten     | [ 28 ]                             |
| 22   | Fowler Ridge                     | 600                  | Vereinigte Staaten     | [ 29 ]                             |
| 23   | Fântânele-Cogealac               | 600                  | Rumänien               | [ 30 ]                             |
| 24   | Sweetwater                       | 585                  | Vereinigte Staaten     | [ 28 ]                             |
| 25   | Offshore-Windpark Race Bank      | 580                  | Vereinigtes Königreich |                                    |
| 26   | Offshore-Windpark Gwynt y Môr    | 576                  | Vereinigtes Königreich |                                    |
| 27   | Zafarana                         | 544                  | Ägypten                | [ 28 ]                             |
| 28   | Whitelee Wind Farm               | 539                  | Vereinigtes Königreich |                                    |
| 29   | Buffalo Gap                      | 523                  | Vereinigte Staaten     | [ 28 ] [ 29 ]                      |
| 30   | Dabancheng                       | 500                  | Volksrepublik China    | [ 31 ]                             |

| Rang | Windpark                | Nennleistung (MW) | Land                | Anmerkungen   |
| ---- | ----------------------- | ----------------- | ------------------- | ------------- |
| 1    | Windpark Gansu, Jiuquan | 20.000            | Volksrepublik China | [ 16 ]        |
| 2    | Markbygden              | ca. 3.700         | Schweden            | [ 32 ] [ 33 ] |

| Rang | Windpark                      | Nennleistung (MW) | Land                   | Anmerkungen                                      |
| ---- | ----------------------------- | ----------------- | ---------------------- | ------------------------------------------------ |
| 1    | Offshore-Windpark Dogger Bank | bis zu 9.000      | Vereinigtes Königreich | [ 34 ]                                           |
| 2    | Offshore-Windpark East Anglia | bis zu 7.200      | Vereinigtes Königreich |                                                  |
| 3    | Offshore-Windpark Hornsea     | bis zu 6.000      | Vereinigtes Königreich |                                                  |
| 5    | Ulanqab Wind Power Base       | 6.000             | Volksrepublik China    | subventionsfrei, Fertigstellung für 2023 geplant |
| 5    | Titan                         | 5.050             | Vereinigte Staaten     | [ 36 ]                                           |
| 6    | Offshore-Windpark Norfolk     | bis 3.600         | Vereinigtes Königreich |                                                  |
| 7    | Offshore-Windpark Seagreen    | mehr als 2.300    | Vereinigtes Königreich |                                                  |
| 8    | Zofia Windfarm                | 750               | Ukraine                | [ 37 ]                                           |

## Offshore-Windparks

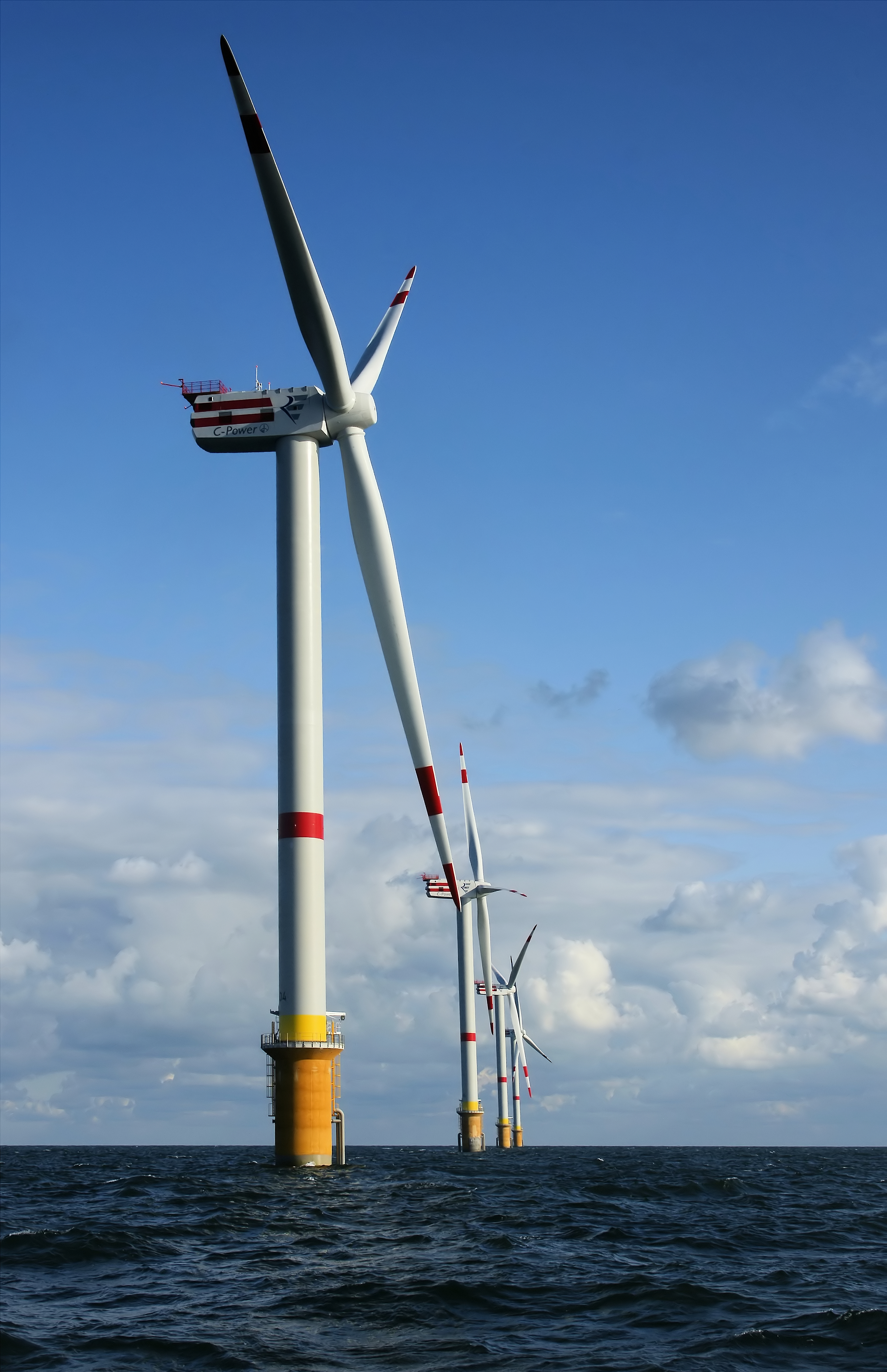
Belgischer Offshore-Windpark Thornton Bank

Die Bezeichnung Offshore-Windpark wird für Windparks verwendet, deren Fundamente in der See stehen. Dort soll der kontinuierlich auftretende Wind genutzt werden. Windparks werden bisher jedoch nicht auf „hoher See“, sondern ausschließlich auf dem Festlandsockel errichtet.
Im Jahr 2002 ging in Dänemark mit Horns Rev der damals größte Offshore-Windpark der Welt ans Netz: Dort stehen in der Nordsee 80 Windenergieanlagen. Sie erzeugen jährlich 600 GWh Energie, genug für 150.000 dänische Haushalte.
Ab 2013 war der London Array mit 175 Anlagen und 630 MW Gesamtleistung größter Offshore-Windpark der Welt. Seit 2019 ist der Offshore-Windpark Hornsea der weltgrößte.
| Name                      | (MW) | Land        | Turbinen und Modell                     | Betriebsaufnahme | Quelle               |
| ------------------------- | ---- | ----------- | --------------------------------------- | ---------------- | -------------------- |
| Offshore-Windpark Hornsea | 1218 | UK          | 174 × Siemens SWT-7.0-154               | 2019             | [ 38 ]               |
| London Array              | 630  | UK          | 175 × Siemens SWT-3.6                   | 2012             | [ 39 ] [ 40 ] [ 41 ] |
| Gwynt y Môr               | 576  | UK          | 160 × Siemens SWT-3.6                   | 2015             | [ 42 ]               |
| Greater Gabbard           | 540  | UK          | 140 × Siemens SWT-3.6                   | 2012             | [ 43 ]               |
| Global Tech I             | 400  | Deutschland | 80 × AREVA Wind M5000                   | 2015             | [ 44 ]               |
| Anholt                    | 400  | Dänemark    | 111 × Siemens SWT-3.6-120               | 2013             | [ 45 ]               |
| BARD Offshore 1           | 400  | Deutschland | 80 × BARD 5.0                           | 2013             | [ 46 ]               |
| West of Duddon Sands      | 389  | UK          | 108 × Siemens SWT-3.6-120               | 2014             |                      |
| Horns Rev                 | 369  | Dänemark    | 80 × Vestas V80-2MW 91 × Siemens 2.3-93 | 2009             | [ 47 ]               |
| Walney                    | 367  | UK          | 102 × Siemens SWT-3.6                   | 2012             | [ 48 ] [ 49 ]        |
| Thorntonbank              | 325  | Belgien     | 54 × Repower 6 MW                       | 2013             | [ 50 ]               |
| Sheringham Shoal          | 317  | UK          | 88 × Siemens 3.6                        | 2013             | [ 51 ]               |
| Thanet                    | 300  | UK          | 100 × Vestas                            | 2010             | [ 52 ] [ 53 ]        |
| Nordsee Ost               | 295  | Deutschland | 48 × Senvion 6.2M126                    | 2015             |                      |
| Amrumbank West            | 288  | Deutschland | 80 × Siemens SWT-3.6-120                | 2015             | [ 54 ]               |
| Butendiek                 | 288  | Deutschland | 80 × Siemens SWT-3.6-120                | 2015             | [ 55 ]               |
| DanTysk                   | 288  | Deutschland | 80 × Siemens SWT-3.6-120                | 2015             | [ 56 ]               |
| EnBW Baltic 2             | 288  | Deutschland | 80 × Siemens SWT-3.6-120                | 2015             | [ 57 ]               |
| Meerwind Süd/Ost          | 288  | Deutschland | 80 × Siemens SWT-3.6-120                | 2014             | [ 58 ] [ 59 ]        |
| Lincs                     | 270  | UK          | 75 × Siemens 3.6                        | 2013             | [ 60 ]               |

## Umweltauswirkungen
Wie sämtliche Arten der Energiegewinnung haben auch Windparks Auswirkungen auf die Umwelt. Dargestellt sind die Effekte in den Artikeln Windenergieanlage und Windenergie.

## Beispiele besonderer Windparks

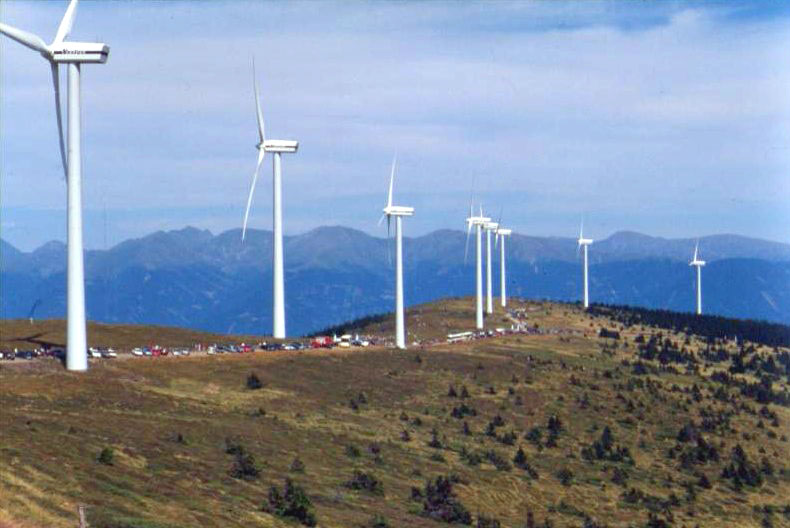
Tauernwindpark

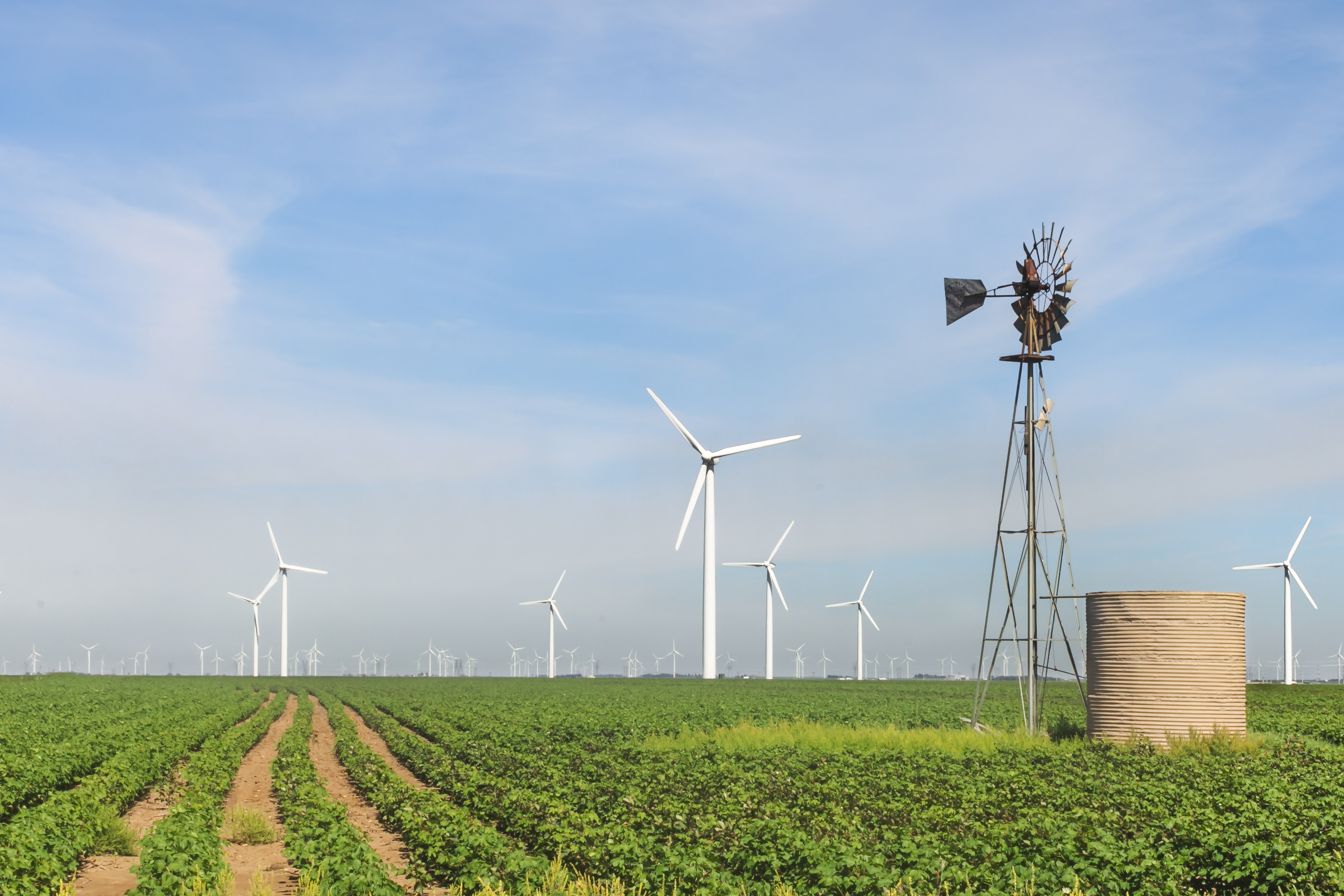
Roscoe Wind Farm in West-Texas

- Der weltweit leistungsstärkste Windpark ist im Oktober 2016 der Windpark Gansu in der Volksrepublik China mit einer installierten Leistung von 20 GW.
- Der größte Windpark mit den meisten einzelnen Anlagen auf der Welt ist die Roscoe Wind Farm nahe dem gleichnamigen Ort im Nolan County in Texas (USA). Sie besteht aus 627 Windenergieanlagen mit einer Gesamtleistung von 781,5 MW und war zum Zeitpunkt ihrer Fertigstellung im Jahr 2009 auch der leistungsstärkste Windpark der Welt.
- Der größte und leistungsstärkste Offshore-Windpark weltweit ist im Januar 2013 das London Array in der Nordsee vor der Themsemündung mit einer installierten Leistung von 630 MW und 175 Anlagen.
- Der größte geplante Offshore-Windpark ist der Offshore-Windpark Dogger Bank mit 1500 Windkraftanlagen mit einer Nennleistung von insgesamt rund 9000 MW. Dies entspricht der Nennleistung von etwa sieben Kernkraftwerken. Der Jahres-Energieertrag entspricht etwa vier bis fünf Kernkraftwerken bei angenommenen 4000–4500 Volllaststunden für die Windräder und 7500–8000 Volllaststunden für die Kernkraftwerke.
- Der erste Windpark in Europa wurde 1982 auf der Kykladeninsel Kythnos in Betrieb genommen, bestehend aus fünf Windenergieanlagen mit einer Gesamtleistung von 100 kW. Die Anlage ersetzte die Versorgung durch ein Dieselkraftwerk. Im Jahr 1983 wurde eine Solaranlage in das Versorgungskonzept „Insel-Modell Kythnos“ miteinbezogen.[61]
- Der größte (in Bau befindliche) Onshore-Windpark Europas ist die Sinus Holding Wind Farm bei Vaslui in Rumänien, die aus einem Cluster von fünf benachbarten Windparks besteht und mit insgesamt 350 einzelnen Anlagen eine Gesamtnennleistung von 700 MW erreichen soll.
- Der höchstgelegene Windpark Europas ist der Windpark Gries in der Schweiz auf rund 2500 m ü. M. Er umfasst vier Anlagen mit insgesamt 9,3 MW Leistung.
- Der erste Windpark in Deutschland, der Windenergiepark Westküste im Kaiser-Wilhelm-Koog an der Schleswig-Holsteinischen Nordseeküste, wurde am 24. August 1987 in Betrieb genommen.[62]
- Der erste deutsche Windpark im Mittelgebirge war der Windenergiepark Vogelsberg bei Hartmannshain in Hessen, der ab dem November 1990 in Betrieb ging.
- Der erste deutsche Offshore-Windpark war alpha ventus in der Nordsee nordwestlich von Borkum, der seit Ende 2009 vollständig in Betrieb ist.
- Der in Deutschland höchstgelegene Windpark wurde 2016 auf dem 1173 Meter hohen Rohrenkopf im Südschwarzwald errichtet.
- Im Windpark Holtriem in Ostfriesland und im Euro Wind Park Vetschau bei Aachen sind je eine Windenergieanlage mit einer Aussichtsplattform in 60 m Höhe ausgestattet.
- Der Windpark Estinnes in Belgien umfasst elf Anlagen des Typs Enercon E-126, die mit bis zu 7,5 MW seinerzeit (Juni 2012) leistungsstärkste Windenergieanlage der Welt.
- Der Windpark Tarfaya in Marokko war zum Zeitpunkt der Inbetriebnahme im Dezember 2014 mit 301 MW der leistungsstärkste Windpark Afrikas.[63] Der Windpark Lake Turkana in Kenia ist mit 310 MW noch leistungsstärker. Vor Ort herrschen extrem hohe durchschnittliche Windgeschwindigkeiten von 11,1 m/s, Baubeginn war im Juni 2014, Inbetriebnahme 2018.
- Der Windpark Pampa in Uruguay erreicht durch die Verwendung von Schwachwindanlagen mit einer Gesamtleistung von ca. 142 MW ein für Onshore-Windparks außergewöhnlich hohes Regelarbeitsvermögen von ca. 640 Mio. kWh. Dies entspricht einem Kapazitätsfaktor von ca. 51 % bzw. 4500 Volllaststunden; Werte, die üblicherweise nur von Offshore-Windparks erreicht werden.[64]
- Der 1998 errichtete niederländische Windpark Eemmeerdijk ist ausschließlich mit Zweiblattrotoren bestückt, während sonst fast alle Windkraftanlagen Dreiblattrotoren verwenden.
- Der Windpark Steinriegel 1+2 (aus 2005 bzw. 2014) in Ratten (Steiermark) ist mit nun 21 Windrädern und 79 GWh/a Erzeugung der größte in hochalpiner Lage (in den Alpen).
- Vor der Küste Schottlands wurde 2017 Hywind Scotland, der erste kommerzielle schwimmende Windpark fertiggestellt. Der Park besteht aus fünf schwimmenden Windkraftanlagen und hat eine Gesamtleistung von 30 MW.